# Afanes
Afanes (lat. Aphanes), rod jednogodišnjih biljaka iz porodice ružovki (Rosaceae). Blizu 20 priznatih vrsta rastu po velikim dijelovima Europe, na zapadu Azije, po Sjevernoj i Južnoj Americi, na sjeveru Afrike i u Australiji. Dvije vrste rastu i u Hrvatskoj A. microcarpa i A. arvensis

## Vrste
1. Aphanes andicola
2. Aphanes arvensis
3. Aphanes australiana
4. Aphanes australis
5. Aphanes bachiti
6. Aphanes berteroana
7. Aphanes cornucopioides
8. Aphanes cotopaxiensis
9. Aphanes floribunda
10. Aphanes looseri
11. Aphanes lusitanica
12. Aphanes maroccana
13. Aphanes microcarpa
14. Aphanes minutiflora
15. Aphanes neglecta
16. Aphanes parodii
17. Aphanes parvula
18. Aphanes pentamera
19. Aphanes pusilla

- Aphanes arvensis
- Aphanes australis